# Еврооблигация
Еврооблига́ция (также на финансовом сленге «евробонд» — от англ. eurobond) — облигация, выпущенная в валюте, являющейся иностранной для эмитента, размещаемая с помощью международного синдиката андеррайтеров среди зарубежных инвесторов, для которых данная валюта также является иностранной.
Приставка «евро» в настоящее время — дань традиции, поскольку первые еврооблигации появились в Европе, торговля ими осуществляется в основном там же. На долю еврооблигационных займов приходится более 50 % оборота еврорынка и около 90 % оборота рынка евробумаг.
Еврооблигации — международные долговые обязательства, выпускаемые заёмщиками (международными организациями, правительствами, местными органами власти, крупными корпорациями, заинтересованными в получении денежных средств на длительный срок — от 1 года до 40 лет (в основном, от 3 до 30 лет)) при получении долгосрочного займа на европейском финансовом рынке в какой-либо евровалюте.
Еврооблигации имеют купоны, дающие право на получение процентов в обусловленные сроки. Они могут иметь двойную деноминацию, когда выплата процентов производится в валюте, отличной от валюты займа.
Они имеют следующие особенности:
1. являются предъявительскими ценными бумагами;
2. выпускаются, как правило, на срок от 1 до 40 лет;
3. могут размещаться одновременно на рынках нескольких стран;
4. валюта займа является для эмитента и инвесторов иностранной;
5. размещение и обеспечение осуществляется обычно эмиссионным синдикатом, в котором представлены банки, инвестиционные компании, брокерские конторы нескольких стран;
6. номинальная стоимость выражена в долларах США;
7. проценты по купонам выплачиваются держателю в полной сумме без удержания налога у источника доходов в отличие от обычных облигаций.

Еврооблигации размещаются инвестиционными банками, основными их покупателями являются институциональные инвесторы — страховые и пенсионные фонды, инвестиционные компании.

## История
Первый выпуск еврооблигаций состоялся в 1963 году итальянской государственной компанией по строительству дорог Autostrade (60 000 облигаций с номиналом 250 долларов). До этого были и другие примеры займов в Европе долларов США, но данный пример является классической схемой размещения.
Со временем происходит повышение роли облигационных займов по сравнению с банковскими кредитами в связи с такими событиями как мировой долговой кризис — дефолт по займам правительств Мексики, Бразилии, Аргентины 1980 год.
Официальное определение евробумаг даётся в Директиве Комиссии европейских сообществ (Council Directive 89/298/EEC) от 17 апреля 1989 года, регламентирующей порядок предложения новых эмиссий на европейском рынке. В соответствии с этой Директивой евробумаги — это торгуемые ценные бумаги, со следующими характерными чертами, а именно:
1. проходят андеррайтинг и размещаются посредством синдиката, минимум два участника которого зарегистрированы в разных государствах;
2. предлагаются в значительных объёмах в одном и более государствах, кроме страны регистрации эмитента;
3. могут быть первоначально приобретены только при посредничестве кредитной организации или другого финансового института.

30 декабря 2011 года Минфин России выпустил письмо по еврооблигациям иностранных эмитентов, созданных российскими банками.
Начиная с 2010 года Республика Беларусь выступает активным эмитентом еврооблигаций.

## Размещение еврооблигаций
Существуют два основных способа размещения еврооблигаций на зарубежных рынках, к которым прибегают российские компании:
- Первый способ предполагает выход российских компаний на международные рынки капитала напрямую, то есть заемщиком и эмитентом выступает сама российская компания.
- Второй способ размещения в качестве эмитента привлекается специально созданная компания (SPV (англ. special purpose vehicle), которая производит эмиссию еврооблигаций от своего имени, но под поручительства (гарантию) со стороны российской компании, где:
  - SPV — российская дочка компании и выступает в качестве эмитента;
  - SPV — иностранный организатор и российская компания обращается к ней как к эмитенту[10].

Методы размещения бывают двух видов :
- открытая подписка среди неограниченного круга инвесторов. Осуществляется через синдикат андеррайтеров — менеджерами займа. Такие выпуски почти всегда имеют листинг на бирже (в основном Лондонская фондовая биржа или Люксембургская фондовая биржа).
- частное размещение, нацеленное на небольшую группу инвесторов. Такие выпуски не имеют листинга на бирже.

Для выхода на рынок необходим рейтинг. Более высокий рейтинг позволяет удешевить заём, установив более низкую процентную ставку.
Выпуск осуществляется по законам Великобритании и штата Нью-Йорк. Проценты выплачиваются без вычета налога на проценты и дивиденды. Налог платится по законам своей страны.
Хотя еврооблигации, как правило, имеют листинг на Лондонской или Люксембургской фондовой бирже, торговля ими производится почти исключительно на внебиржевом (телефонном) рынке. По правилам рынка — лид-менеджер является маркетмейкером на вторичном рынке. Расчёты через две депозитарно-клиринговые системы Euroclear и Clearstream (ранее Cedel). Расчёты по принципу DVP (поставка против платежа). Только в бездокументарной форме.
Процентная ставка объявляется в начале купонного периода, как правило, это квартал. Процентная ставка обычно фиксируется в виде надбавки или спреда к ставке LIBOR. Иногда в качестве базы берётся доходность по казначейским векселям США. Процентный доход выплачивается в конце каждого процентного периода. Как правило, это среднесрочные инструменты, однако известен случай размещения облигаций на 40 лет (облигации с плавающей процентной ставкой правительства Швеции 1984 года с погашением в 2024 году) или «вечные» облигации английского банка «National Westminster Bank».

## Классификация еврооблигаций
Существует множество классификационных признаков еврооблигаций.
В зависимости от способа выплаты дохода выделяют:
- облигации с фиксированной процентной ставкой (fixed rate bond);
- облигации с нулевым купоном (zero coupon bond);
- облигации с приростом капитала (capital growth bond). Цена размещения равна номиналу, а погашение производится по более высокой цене;
- облигации с глубоким дисконтом (deep discount bond). Эти ценные бумаги продаются по цене, значительно ниже, чем цена погашения;
- облигации с плавающей процентной ставкой (floating rate note). Это средне и долгосрочные облигации с изменяющейся процентной ставкой, которая периодически корректируется.

В зависимости от способа погашения различают:
- облигации с опционом на покупку (bond with call option). Эмитент имеет право досрочного погашения облигации в заранее установленные сроки;
- облигации с опционом на продажу (bond with put option). Инвестор вправе досрочно предъявить облигации к погашению в заранее установленные сроки;
- облигации с опционами на продажу и на покупку (restractable bond или bond with put and call option). Облигация, имеющая черты двух приведённых выше, то есть облигация с правом досрочного погашения, предоставляемым как эмитенту, так и инвестору;
- облигации без права досрочного отзыва эмитентом (bullet bond), погашаемая полностью в момент истечения срока действия.

В зависимости от даты погашения различают:
- облигации с единой датой погашения;
- облигации с несколькими датами;
- облигации с условием досрочного погашения.

В зависимости от срока погашения обращения:
- долгосрочная облигация со сроком погашения более 10 лет;
- среднесрочная облигация со сроком погашения от 1 до 10 лет;
- краткосрочная облигация со сроком погашения менее 1 года.

По виду облигаций:
- евробонды — предъявительские ценные бумаги, которые депонируются в депозитариях при торговых системах. Их размещают на рынках в основном развивающиеся страны. За евробондами не резервируется обеспечение, что делает удобным их выпуск эмитентами.
- евроноты — именные ценные бумаги, которые эмитируются странами с развитой рыночной экономикой. В отличие от евробондов, выпуск евронот предусматривает создание обеспечения.
- облигации «драгон» (англ. dragon bonds) — евродолларовые облигации, размещённые на азиатском (в первую очередь, японском) рынке и имеющие листинг на какой-либо азиатской бирже, обычно в Сингапуре или Гонконге.

И по наличию «опций»:
- с правом конверсии в другие облигации;
- в двойной валютной деноминации (номинал выражен в одной валюте, а процентные выплаты осуществляются в другой);
- и др.